# Мечеть «Баракят»
Мечеть «Баракят» — перша соборна мечеть міста Суми. Розташована за адресою: вулиця Білопільське шосе, 4.

## Історія
Мусульманська громада існує в Сумах з 2002 року, а перша мечеть була відкрита 2004 року. До цього часу мусульмани брали участь у богослужіннях у звичайному приватному будинку радянської побудови зі зміненим плануванням. З 2007 року за кілька метрів від старої почалося будівництво нової мечеті. Будівництво велося на кошти вірян. Ім'я «Баракят» в перекладі з арабської означає «благодать, милосердя».
Урочисте відкриття мечеті відбулося 27 грудня 2015 року та збіглося зі святом Мавлід.